# أندي غرينبوم
أندي غرينبوم (بالإنجليزية: Andy Gruenebaum)‏ (30 ديسمبر 1982 بأوفرلاند بارك في الولايات المتحدة - ) هو لاعب كرة قدم أمريكي في مركز حراسة المرمى. لعب مع سبورتينغ كانساس سيتي وكولومبوس كرو ودي موين  مانس ‏.

## وصلات خارجية
- أندي غرينبوم على موقع الدوري الأمريكي (الإنجليزية)
- أندي غرينبوم على موقع قاعدة بيانات كرة القدم.إي يو (الإنجليزية)
- أندي غرينبوم على موقع Soccerway.com (الإنجليزية)
- أندي غرينبوم على موقع عالم كرة القدم.نت (الإنجليزية)